# Potentiel symplectique
En géométrie symplectique, un potentiel symplectique est une 1-forme différentielle dont la dérivée extérieure est une forme symplectique.

## Définition
Soit {\displaystyle (M,\omega )} une variété symplectique.
Une 1-forme différentielle {\displaystyle \lambda } est un potentiel symplectique pour {\displaystyle \omega } si:
{\displaystyle d\lambda =\omega }
Remarque :
Dès que la seconde classe de Cohomologie de De Rham de la forme symplectique est non nulle, la forme symplectique n'admet de potentiel symplectique que localement, non globalement.
C'est par exemple le cas pour {\displaystyle (\mathbb {C} P^{1},\omega _{\mathrm {FS} })}.
Remarque :
Bien qu'un potentiel symplectique soit en général une 1-forme différentielle réelle, en quantification géométrique le potentiel symplectique peut prendre des valeurs complexes, auquel cas la composante imaginaire du potentiel symplectique doit être fermée.

## Exemples
Exemple :
Soit {\displaystyle Q} une variété différentielle et {\displaystyle \pi :T^{*}Q\to Q} son fibré cotangent.
Alors la 1-forme canonique de Liouville :
{\displaystyle \lambda _{\mathrm {can} }|_{p}(v):=p\circ \pi _{*}(v)}
est un potentiel symplectique global pour la forme symplectique canonique {\displaystyle \omega _{\mathrm {can} }=d\lambda _{\mathrm {can} }} sur {\displaystyle T^{*}Q}.